# José Ángel Ruiz López
José Ángel Ruiz López, detto Cholo (Burgos, 2 aprile 1962), è un ex calciatore spagnolo, di ruolo attaccante.

## Carriera
Cresciuto nel Burgos, squadra della sua città natale, nel 1982 entrò a far parte del settore giovanile del Real Madrid. Fu impiegato principalmente nel Castilla, con cui vinse la Segunda División spagnola 1983-1984. Curiosamente, trattandosi di una squadra filiale, il Castilla non aveva diritto a essere promosso nella Liga spagnola.
Nella stagione 1984-1985 fu ceduto in prestito al Real Saragozza, allenato da Enzo Ferrari.
Rientrato al Real Madrid, fu impiegato saltuariamente da Luis Molowny anche nella prima squadra, tra campionato spagnolo, Coppa del Re e Coppa UEFA.
Nel 1986 passò al Siviglia, dove rimase fino al 1990. Esordì con gli andalusi il 19 ottobre 1986, nella partita di campionato vinta per 3-0 contro l'Atletico Madrid, segnando anche un gol.
Nel 1990 si trasferì all'Osasuna. Nel primo anno con il club di Pamplona chiuse il campionato al quarto posto, ottenendo la qualificazione in Coppa UEFA. Cholo segnò il suo primo e unico gol europeo al primo turno, contro i bulgari dello Slavia Sofia. L'Osasuna continuò il suo percorso fino agli ottavi di finale, dove fu eliminato dall'Ajax.
Nel 1993, lasciato l'Osasuna, si trasferì al Real Burgos. Giocò per un anno in Segunda División con la squadra della sua città natale, retrocedendo in Segunda B.
Nella stagione 1994-1995 giocò con il Real Murcia in Segunda B, prima di chiudere la carriera nel Mar Menor, in Tercera División. Si ritirò nel 1996.

## Palmarès

### Club

#### Competizioni nazionali
- Segunda División spagnola: 1

Real Madrid Castilla: 1983-1984
- Primera División spagnola: 1

Real Madrid: 1985-1986

#### Competizioni internazionali
- Coppa UEFA: 1

Real Madrid: 1985-1986